# 国王密使V：失城记
《国王密使V：失城记》是1990年图形冒险游戏，由Sierra On-Line开发，为《国王密使系列》第5部主要作品。
游戏1993年2月时售出25万套，总销量超过50万。据PC Data 2000年11月报告，游戏在美国售出三十余万套。